# Stiphidiidae
Stiphidiidae é uma família de aranhas araneomorfas, parte da  superfamília Lycosoidea. Inclui espécies de pequenas dimensões (p. ex. Stiphidion facetum mede apenas 8 mm de comprimento). Muchas especies son  marrones con largas patas. A família tem distribuição natural centrada na Nova Zelândia e Austrália, com apenas duas espécies do género Ischalea a ocorrerem fora dessa região (Ischalea incerta em Madagáscar e Ischalea longiceps na ilha Maurício).

## Sistemática
A familia Stiphidiidae inclui cerca de 135 espécies descritas agrupadas em 22 géneros:
- Asmea Gray & Smith, 2008 (Nova Guiné)
- Baiami Lehtinen, 1967 (Austrália)
- Barahna Davies, 2003 (Austrália)
- Borrala Gray & Smith, 2004 (Austrália)
- Cambridgea L. Koch, 1872 (Nova Zelândia)
- Corasoides Butler, 1929 (Austrália)
- Couranga Gray & Smith, 2008 (Queensland, Nova Gales do Sul)
- Elleguna Gray & Smith, 2008 (Queensland)
- Ischalea L. Koch, 1872 (Madagáscar, Maurícia, Nova Zelândia)
- Jamberoo Gray & Smith, 2008
- Karriella Gray & Smith, 2008 (oeste da Austrália)
- Malarina Gray & Smith, 2008 (Queensland)
- Nanocambridgea Forster & Wilton, 1973 (Nova Zelândia)
- Pillara Gray & Smith, 2004 (Austrália)
- Procambridgea Forster & Wilton, 1973 (Austrália)
- Stiphidion Simon, 1902 (Austrália, Nova Zelândia)
- Tartarus Gray, 1973 (Austrália)
- Therlinya Gray & Smith, 2002 (Austrália)
- Tjurunga Lehtinen, 1967 (Tasmânia)
- Wabua Gray & Smith, 2008 (Queensland)